# Hậu quả (phim)
Sụp đổ (The Fallout) là một bộ phim chính kịch của Mỹ năm 2021 do Megan Park viết kịch bản và đạo diễn, cũng là bộ phim đầu tay của cô. Phim có sự tham gia của Jenna Ortega trong vai Vada Cavell, một học sinh trung học đang phải đối mặt với tổn thương tinh thần nghiêm trọng sau một vụ xả súng ở trường học. Phim còn có sự tham gia của Maddie Ziegler, Julie Bowen, John Ortiz, Niles Fitch, Will Ropp và Shailene Woodley trong các vai phụ. Nhạc phim do nhạc sĩ kiêm diễn viên người Mỹ Finneas O'Connell sáng tác.
Sụp đổ đã có buổi ra mắt tại South by Southwest vào ngày 17 tháng 3 năm 2021 và được phát hành vào ngày 27 tháng 1 năm 2022, trên HBO Max bởi Warner Bros. Pictures và New Line Cinema. Bộ phim đã nhận được sự hoan nghênh từ các nhà phê bình, những người khen ngợi đạo diễn, kịch bản và nhạc phim của O'Connell, đồng thời ca ngợi màn trình diễn của Ortega. Tại South by Southwest, bộ phim đã được trao Giải thưởng lớn của Ban giám khảo trong Cuộc thi Phim truyện Tường thuật, Giải Bình chọn của Khán giả trong Cuộc thi Phim truyện Tường thuật và Giải Thắp sáng Brightcove.

## Tóm tắt
Học sinh trung học Vada đi vệ sinh giữa giờ học sau khi em gái Amelia gọi cô ấy khi cô ấy có kinh nguyệt lần đầu. Khi đang ở trong nhà vệ sinh, một vụ nổ súng ở trường học xảy ra và Vada trốn trong một buồng vệ sinh cùng với bạn học Mia - một vũ công và Quinton, người em trai của anh đã thiệt mạng trong vụ xả súng. Trong những tuần sau khi vụ việc xảy ra, chấn thương tinh thần của Vada khiến cô trở nên trầm cảm và bị gia đình cô lập. Cô cũng xa cách khỏi người bạn thân nhất của mình Nick, vì cô không muốn liên quan đến hoạt động biểu tình kiểm soát súng mà anh ấy đang cố gắng thực hiện sau đó. Thay vào đó, cô trở nên thân thiết hơn với Mia và bắt đầu dành nhiều thời gian hơn ở nhà của cô ấy.
Theo yêu cầu của cha mẹ, Vada tham gia trị liệu và trở lại trường học, nhưng cảm thấy thử thách này không thoải mái. Cô không thể tự vào phòng vệ sinh nơi cô từng trốn, dẫn đến việc cô đã tiểu ra quần khi nghe thấy tiếng lon nước ngọt bị dẫm nát. Để đối phó với căng thẳng, cô đã uống thuốc lắc, dẫn đến việc Nick phải giúp cô vượt qua cơn phê. Sau một đêm uống rượu, Vada và Mia hôn nhau và quan hệ tình dục. Cô và Nick tranh cãi về cơ chế đối phó kém cỏi của mình, dẫn đến việc Vada trút giận lên Quinton và sau đó cố gắng hôn anh ấy. Quinton nhẹ nhàng từ chối cô vì anh ấy chưa sẵn sàng về mặt cảm xúc cho một mối quan hệ. Cô ngày càng xa gia đình và bạn bè, kể cả Mia.
Sau đó, Amelia thừa nhận với Vada rằng cô ấy cho rằng Vada bực bội với cô ấy vì cuộc điện thoại đã khiến Vada gặp nhiều nguy hiểm hơn. Vada đảm bảo với cô ấy rằng không phải như vậy, và cả hai làm hòa với nhau. Vada kết nối lại tình cảm với cả cha mẹ mình và hòa giải với Mia, cả hai đồng ý tiến tới với tư cách bạn bè. Trong buổi trị liệu tiếp theo, Vada đã đạt được tiến bộ thực sự trong việc đối mặt với những gì đã xảy ra, mặc dù cô thừa nhận rằng cô và Nick có thể không hòa giải được.
Vada đợi Mia bên ngoài lớp học nhảy của cô ấy. Cô nhận được một thông báo trên điện thoại của mình về một vụ nổ súng ở một trường học khác và lên cơn hoảng loạn.

## Diễn viên
- Jenna Ortega trong vai Vada Cavell
- Lumi Pollack trong vai Amelia Cavell: em gái Vada
- John Ortiz trong vai Carlos Cavell: bố của Vada
- Julie Bowen trong vai Patricia Cavell: mẹ của Vada
- Maddie Ziegler trong vai Mia Reed: bạn của Vada
- Niles Fitch trong vai Quinton Hasland: người thoát khỏi vụ xả súng, có em trai bị bắn chết
- Will Ropp trong vai Nick Feinstein: bạn của Vada
- Shailene Woodley trong vai Anna: bác sĩ điều trị tâm lý
- Christine Horn trong vai Bác Victor
- Austin Zajur trong vai Dan Bonavure: tên bán thuốc lắc cho Vada
- Yindra Zayas trong vai Megan
- Malcolm Santos trong vai Justin Dragonas

## Sản xuất
Vào tháng 2 năm 2020, có thông báo rằng Jenna Ortega sẽ tham gia dàn diễn viên của bộ phim, với Megan Park chỉ đạo từ một kịch bản do cô ấy viết. Vào tháng 4 năm 2020, Maddie Ziegler tham gia dàn diễn viên của bộ phim. Vào tháng 5 năm 2020, Will Ropp tham gia dàn diễn viên của bộ phim. Vào tháng 8 năm 2020, Niles Fitch, Shailene Woodley, Julie Bowen và John Ortiz tham gia dàn diễn viên của phim.
Việc quay phim dự kiến bắt đầu vào tháng 3 năm 2020 nhưng đã bị hoãn lại do đại dịch COVID-19. Những cảnh quay chính bắt đầu ở Los Angeles vào tháng 8 năm 2020 và kết thúc vào ngày 11 tháng 9 năm 2020. Vào tháng 2 năm 2021, có thông báo rằng Finneas O'Connell sẽ sáng tác nhạc cho bộ phim, đánh dấu lần đầu tiên anh ấy sáng tác nhạc phim. WaterTower Music đã phát hành nhạc phim.

## Phát hành
Vào tháng 12 năm 2020, Universal Pictures đã mua được quyền phân phối toàn cầu cho bộ phim. Bộ phim đã có buổi ra mắt toàn thế giới tại South by Southwest vào ngày 17 tháng 3 năm 2021. Vào tháng 7 năm 2021, HBO Max đã giành được quyền phân phối bộ phim, với Warner Bros. Pictures phân phối ở những lãnh thổ không có HBO Max. Bộ phim được phát hành trên HBO Max vào ngày 27 tháng 1 năm 2022.

## Đánh giá
Trên Rotten Tomatoes, phim có tỷ lệ tán thành là 93% dựa trên 68 bài phê bình, với điểm trung bình là 7,90/10. Sự đồng thuận của các nhà phê bình trên trang web là, "Đồng cảm và diễn xuất tốt, bộ phim sử dụng hậu quả của chấn thương để vật lộn với trải nghiệm đau buồn." Trên Metacritic, bộ phim có số điểm trung bình là 84 trên 100 dựa trên 12 nhà phê bình, cho thấy "sự hoan nghênh toàn cầu". Kate Erbland của IndieWire đã xếp hạng B+ cho bộ phim và cho biết bộ phim đã giải quyết "những vấn đề cảm xúc thực sự trong lớp vỏ bóng bẩy của mạng xã hội, đồng thời khám phá ra điều gì đó mạnh mẽ trong quá trình này." Amanda Sink của The Hollywood Outsider gọi bộ phim là "một bộ phim đáng chú ý khám phá sự phân nhánh của bi kịch đối với những đứa trẻ của chúng ta và cách phản ứng có điều kiện của con người không phải là một kích cỡ phù hợp với tất cả."
Chỉ đạo của Park và diễn xuất của Ortega đều được khen ngợi, và một số nhà phê bình coi đây là vai diễn điện ảnh "đột phá" của Ortega. Sheri Linden của The Hollywood Reporter gọi bộ phim là "nhạy cảm và xuyên thấu", đồng thời khen ngợi kịch bản và chỉ đạo của Park, các màn trình diễn cũng như nhạc phim của Finneas. Peter Debruge của Variety gọi bộ phim là "màn ra mắt xuất sắc" của Park và lưu ý rằng "Ortega nói riêng dường như đã tìm thấy tiếng nói của mình." CinemaBlend ca ngợi sự kết hợp giữa Ortega và Ziegler, đồng thời tuyên bố rằng "hai cô gái ở trung tâm của tất cả đều trông rất phi thường, vì có thể cảm nhận được một mối liên kết thực sự trong quá trình đưa câu chuyện này vào cuộc sống."

### Lượng người xem
Vào tuần phát hành, Sụp đổ là bộ phim gốc được xem trực tuyến nhiều nhất tại Mỹ, theo báo cáo của TV Time.

### Giải thưởng
| Award                                                     | Date of Ceremony         | Category                                                                 | Recipient    | Result    |        |
| --------------------------------------------------------- | ------------------------ | ------------------------------------------------------------------------ | ------------ | --------- | ------ |
| Liên hoan phim South by Southwest                         | Ngày 19 Tháng 3 năm 2021 | Giải thưởng lớn của Ban giám khảo trong Cuộc thi Phim truyện Tường thuật | Sụp đổ       | Đoạt giải | [ 25 ] |
| Liên hoan phim South by Southwest                         | Ngày 19 Tháng 3 năm 2021 | Giải thưởng Thắp sáng Brightcove                                         | Megan Park   | Đoạt giải | [ 25 ] |
| Liên hoan phim South by Southwest                         | Ngày 23 Tháng 3 năm 2021 | Giải Bình chọn của Khán giả trong Cuộc thi Phim truyện Tường thuật       | Sụp đổ       | Đoạt giải | [ 26 ] |
| Giải thưởng giữa mùa giải của Hiệp hội phê bình Hollywood | Ngày 1 tháng 7 năm 2022  | Nữ diễn viên chính xuất sắc nhất                                         | Jenna Ortega | Đề cử     | [ 27 ] |
| Giải thưởng truyền hình của Hiệp hội phê bình Hollywood   | ngày 14 tháng 8 năm 2022 | Phim truyền hình hay nhất                                                | Sụp đổ       | Đề cử     | [ 28 ] |